# Ferdinando Ugolotti
Ferdinando Ugolotti (Parma, 4 settembre 1874 – Pesaro, 1969) è stato un medico e psichiatra italiano.

## Biografia
Figlio di Pietro Ugolotti (1845-1932), maggiore dell'esercito italiano e della nobile Eufrosina Serventi (1845-1923).
Fu direttore dei Manicomi di Parma dal 1909 al 1925 e dal 1926 del Manicomio di Pesaro e Urbino. 
Fondò e diresse per circa un trentennio (1925-1954) il periodico Note e Riviste di Psichiatria, pubblicò anche alcuni studi sulla storia dei manicomi italiani.
Sposato con la cugina Ines Serventi, fu padre di tre figli.

## Opere principali
- L'assistenza degli alienati e i loro Ospedali di ricovero in quel di Parma : Studio medico storico, Parma, Adorni-Ugolotti, 1907
- I vecchi manicomi italiani: atlante storico, Federici, 1954